# 景观连接度
在景观生态学中，景观连接度（英語：landscape connectivity）广义上是指景观对生物在资源斑块间移动的促进或阻碍程度。或者说，景观连接度是景观的连续性，它独立于斑块和路径。景观连接度可分为结构连接度（干扰和/或斑块的物理结构）和功能连接度（个体跨越干扰和/或斑块之间的移动）。而功能连接度包括实际连接度（需观察个体移动）和潜在连接度（需使用生活史数据估计迁移路径）。
有一个与景观连接度相近但有区别的概念：景观连通性（英語：landscape connectedness），这一概念侧重指景观空间结构中要素的结构连接，与景观要素的拓扑结构有关，一般不涉及生态过程。

## 定义
“景观连接度”的概念由Gray Merriam博士于1984年首次提出。Merriam发现，生境斑块之间的迁移不仅是生物特性的函数，而且与生物必须经过的景观要素相关。为了强调确定特定移动路径中的基本相互作用，Merriam（1984）将景观连接度定义为“景观元素防止绝对隔离，从而允许生物在生境斑块之间移动的程度”。九年后，Merriam及其同事将定义修改为“景观对资源斑块之间的移动的阻碍或促进程度。尽管该定义已成为科学文献中最广为接受和引用的含义，但许多作者仍相继给出自己的定义。With等人（1997）给出了的他们理解，将其描述为“由生境的空间扩散以及生物体对景观结构的动作反应而产生的生境斑块间的功能联系”，Ament等人（2014）将其定义为“区域景观（包括各种自然、半自然和已开发的地表覆盖类型）对野生动物迁移和维持生态过程的有利程度。”可见，尽管过去30年来对景观连接度的定义繁多，但每个新定义都强调了景观连接度概念中结构和行为方面的要素。其中，物理成分由景观要素（地形、地表覆盖和土地利用类型）的空间和时间配置定义，而行为成分则取决于生命体和/或过程对景观要素的物理配置的行为反应。

## 重要性
自然和人工的景观中，棲息地破壞和生境破碎化现象无处不在，对地方物种相互作用和全球生物多樣性产生了不利影响。人类发展已改变了地球上50%以上的景观，只给同一星球上的大量其他物种留下孤立的自然或半自然栖息地。自然栖息地的丧失和景观格局的波动是生物地理学和保育生物學中的众多问题之一。世界范围内生物多样性和生态系统功能的模式正经历剧变，令全球生态网络的连接度和生态完整性丧失。连接度的丧失会通过种内、种间以及生态系统之间的相互作用，影响到个体、种群和群落。这些相互作用会影响生态机制，例如营养和能量流、捕食者-猎物关系、传粉、种子传播、种群数量拯救（demographic rescue）、避免近亲繁殖、空地的定殖、物种相互作用的改变、疾病的传播。因此，景观连接度能够促进生物过程中的运动，例如動物遷徙、植物繁殖和基因交流，以及生态系统内和生态系统间的水、能量和物质流动等非生物过程。

## 动物移动的类型

### 日常活动
在活动范围或领地内，多数动物必须每天在数个主要栖息地之间移动以觅食并获得所需资源。

### 迁徙
一些物种在一年间前往不同的地点获取所需的资源。这些迁移通常可以预测，并且原因是主要栖息地的环境条件变化，或者是寻找繁殖地。迁徙行为见于陆地动物、鸟类和海洋物种，通常每年的迁徙路线都相同。

### 扩散
这是某些个体为了繁殖而从一个种群到另一个种群的、终其一生仅发生一次的移动。这种交流保持了种群间的遗传多样性。

### 干扰移动
由于环境干扰，个体或种群会不可预测地迁移到新的合适的栖息地。火灾、自然灾害、人类发展和气候变化等重大干扰会影响栖息地的质量和分布，令物种必须另寻新的栖息地。

### 偶然移动
物种在人类经常使用的空间中的移动，其中包括绿化带、休闲步道、树篱和高爾夫球場。

## 连接度保护
将保护、创造景观连通性作为保护生物多样性、维持生态系统和野生动物种群延续，并促进野生动物种群应对气候变化条件迁移和适应的关键战略，已越来越得到认可。景观连接的程度决定了当地种群内部和之间发生的移动总量。这种连接度对基因流動、局部適應、灭绝风险、定殖概率，以及生物移动和适应气候变化的能力都有影响。随着栖息地丧失和破碎化日益使自然栖息地条件恶化，残存生境碎片的大小和隔离程度对生物多样性的长期保育尤为重要。
因此，这些剩余残存斑块之间的连接度、周围基质的特征，以及生境边缘的渗透性和结构，对于生物多样性保护都很重要，并且会影响残存的生态相互作用的整体持久性、强度和完整性。